# Оксид азота(V)
Окси́д азо́та(V) (пентаокси́д азота, пентаоксид диазо́та, нитра́т нитри́ла, нитрат нитро́ния, азо́тный ангидри́д), химическая формула {\displaystyle {\ce {N2O5}}} — высший оксид азота.
Представляет собой бесцветные, очень летучие кристаллы. Разлагается при комнатной температуре, стабилен при температуре ниже +10 °C. При этой температуре также существенно снижается его летучесть.
Взаимодействует с органическими веществами и полимерами, поэтому его хранят в стеклянной посуде.
В газообразном состоянии азотный ангидрид состоит из отдельных молекул, строение которых отвечает формуле {\displaystyle {\ce {O2N-O-NO2}}} и имеет неплоскую структуру. Кристаллы образованы ионами {\displaystyle {\ce {NO2^+}}} и {\displaystyle {\ce {NO3^-}}}.
Впервые получен французским физикохимиком Сен-Клер Девилем в 1849 г. действием газообразного хлора на нитрат серебра.

## Получение
Путём дегидратации азотной кислоты {\displaystyle {\ce {HNO3}}} с помощью оксида фосфора(V) {\displaystyle {\ce {P2O5}}}:
{\displaystyle {\ce {2 HNO3 + P2O5 -> 2 HPO3 + N2O5}}}.
Пропусканием сухого хлора над сухим нитратом серебра:
{\displaystyle {\ce {4 AgNO3 + 2 Cl2 -> 4 AgCl + 2N2O5 + O2 ^}}},
(по другим данным, при этой реакции будет образовываться хлорид серебра и хлорнитрат).
Вариант лабораторного получения — реакция нитрата лития {\displaystyle {\ce {LiNO3}}} и пентафторида брома {\displaystyle {\ce {BrF5}}} в соотношении свыше стехиометрического 3:1. В результате реакции сначала образуется фторид нитрила {\displaystyle {\ce {FNO2}}}, который далее реагирует с избытком нитрата лития:
{\displaystyle {\ce {BrF5 + 3 LiNO3 -> 3 LiF + BrONO2 + O2 + 2 FNO2}}},
{\displaystyle {\ce {FNO2 + LiNO3 -> LiF + N2O5}}}.
Путём взаимодействия оксида азота(IV) с озоном:
{\displaystyle {\ce {2 NO2 + O3 -> N2O5 + O2 ^}}}.
С 1983 года промышленное получение в основном осуществляется электролизом азотной кислоты в присутствии тетроксида диазота:
{\displaystyle {\ce {2 HNO3 -> N2O5 + H2O}}}.

## Химические свойства
Представляет собой типичный кислотный оксид. Вещество легко возгоняется и крайне неустойчиво. Разложение может происходить со взрывом, часто — без видимых побудительных причин:
{\displaystyle {\ce {2N2O5->4NO2\uparrow +O2\uparrow }}}.
Бурно реагирует с водой с образованием азотной кислоты:
{\displaystyle {\ce {N2O5 + H2O -> 2 HNO3}}}.
Взаимодействует со щелочами с образованием соответствующих нитратов:
{\displaystyle {\ce {N2O5 + 2 NaOH -> 2 NaNO3 + H2O}}}.
Является сильным окислителем:
{\displaystyle {\ce {N2O5 + Na -> NaNO3 + NO2 ^}}},
{\displaystyle {\ce {N2O5 + I2 -> I2O5 + N2 ^}}}.
При взаимодействии с гемиоксидом хлора при охлаждении жидким воздухом образует нитрат хлора:
{\displaystyle {\ce {Cl2O + N2O5 -> 2ClNO3}}}.
При взаимодействии с хлороводородом образуется хлорид нитрила:
{\displaystyle {\ce {N2O5 + HCl -> HNO3 + NO2Cl}}}.
При высоких температурах от 600 до 1100 К (327—827 °C) пятиокись азота разлагается двумя последовательными стехиометрическими полуреакциями:
{\displaystyle {\ce {N2O5 -> NO2 + NO3}}},
{\displaystyle {\ce {2 NO3 -> 2 NO2 + O2}}}.

## Применение
Растворы азотного ангидрида в неполярных растворителях, например, в четырёххлористом углероде применяются в качестве мягкого нитрующего агента, который в ряде случаев может быть заменён более удобным в обращении тетрафторборатом нитрила {\displaystyle {\ce {NO2BF4}}}.

## Физиологическое действие и меры безопасности
Как и другие оксиды азота, оксид азота(V) в высоких концентрациях токсичен. Является сильным окислителем.
Работа с {\displaystyle {\ce {N2O5}}} требует осторожности, поскольку при обычных условиях его реакции могут протекать достаточно быстро с обильным выделением газообразных веществ.
Взрывоопасен при смешивании с органическими веществами. Кроме того, при разложении он даёт ядовитый оксид азота(IV) {\displaystyle {\ce {NO2}}}.